# 山貘
山貘（Tapirus pinchaque）也称毛貘、安第斯貘，是现存五种貘中较小的一种，栖息于哥伦比亚、厄瓜多尔和秘鲁北部的安第斯山脉地区。

## 形态
山貘身体大部分长有棕色至黑色的长毛，唇部四周为白色。成年山貘臀部有两块无毛区域。成年貘体长约1.8米，高0.8米，重150～230公斤。幼年貘身体带有伪装性质的条纹。

## 习性
山貘主要栖息于海拔1400～4700米的山地森林中，主要以灌木、蕨类等植物为食。

## 数量
现存野生山貘数量估计少于2500只，在世界自然保护联盟濒危物种红色名录中，山貘属于濒危物种。